# Anapa
Anapa je grad u Rusiji, u Krasnodarskom kraju. 

## Zemljopisni smještaj
Morska je luka na crnomorskoj obali Kavkaza, u Anapskom zaljevu, blizu Azovskog mora, na 44°52′ sjeverne zemljopisne širine i 37°22′ istočne zemljopisne dužine, 160 km zapadno od Krasnodara i 52 km sjeverozapadno od Novorosijska.

## Stanovništvo
Broj stanovnika: 53.493 (2002.).

## Povijest i gospodarstvo
Brojna su lječilišta (prvenstveno dječja) i hoteli u ovom gradu. Otkako se raspao SSSR, skupa sa Sočijem i još nekim gradovima duž ruske crnomorske obale j doživio znatan porast popularnosti. Raspad je ostavio tradicionalna sovjetska odmarališta na Krimu u Ukrajini i u republici Abhaziji u Gruziji s druge strane međe.
Anapa rijetko privlači neruske turiste koji odlaze na godišnje odmore zbog njegove skromne podgradnje (infrastrukture) i kamenitih plaža, ali je ostao privlačnim i neskupim izborom za Ruse koji više vole se odmarati u tradicionalnim ruskim odmaralištima nego u skupljim odredištima kao što su Antalya na Turskoj sredozemnoj obali ili Sharm el-Sheikh u Egiptu (oba su poznate po omiljenosti među Rusima).
Iako su u Anapi brojne bolnice specijalizirane za rehabilitaciju, Anapa i drugi gradovi na crnomorskoj obali nisu postali odredištem umirovljenika, iz glavnog razloga što su ruske mirovine vrlo male, rijetko prelazeći 100 dolara mjesečno. Nadalje, Rusi rijetko odlaze u druge gradove osim Moskve zbog teškoća u svezi s unutarnjim putovnicama i sustavu "propiska".
Područje oko ovog grada je bilo naseljeno još u starom vijeku. Naselje Sinda, zvano Sindska luka ili 'Sindika je bila sagrađena na mjestu današnje Anape u 6. stoljeću prije Krista. Sagradili su ju Pontski Grci i bila je naseljena sve do 3. stoljeća prije Krista.
U međuvremenu, bila je pripojena Bosporskom Kraljevstvu i u njoj se nalazila u razdoblju od 4. do 3. stoljeća prije Krista. Tada se nazivala Gorgipija po imenu graditelja Gorgipa. U 3. stoljeću ju razaraju nomadska plemena. Ova plemena, za koja se pretpostavlja da su bila čerkeskog i/ili adigejskog podrijetla, su dala današnjoj Anapi ime.
U 14. stoljeću je ovdje bila genovska kolonija Mapa. 
Grad su 1475. zauzeli Turci, koji su izgradili tvrđavu 1781. – 1782. godine. Ista je bila ciljem višestrukih napada ruskog Carstva 1791., 1808. i 1828. i konačno je bila pripojena Rusiji 1829. godine, temeljem Drinopoljskog mira Tada je to naselje imalo adigejski naziv Anapa.
Odtad, grad se nalazi u Rusiji. Gradski status stječe 1846. godine, a lječilištem postaje 1866. godine. 
Za vrijeme drugog svjetskog rata je polovica lječilišta bila razrušena, a obnovljena su 1950-ih godina.
Vremenska zona: Moskovsko vrijeme

## Vanjske poveznice
- Info stranice o Anapi  Arhivirana inačica izvorne stranice od 20. kolovoza 2007. (Wayback Machine)